# Евсебіо Штефанеску
Евсебіо Штефанеску (рум. Eusebiu Ştefănescu, *3 травня 1944, Кимпіна, Румунія — †15 березня 2015, Бухарест) — румунський актор театру і кіно, чтець, поет.

## Біографія
Один рік вивчав філологію в університеті, але потім перевівся і в 1967 закінчив акторський факультет Бухарестського інституту театру і кіно "І. Л. Караджале ".
Дебютував на сцені Державного театру в Тімішоара. Потім грав у міському театрі Плоєшті, в Малом театрі і Національному театрі в Бухаресті. Знімався в кіно з 1973. Завдяки своїй зовнішності, часто грав ролі німців.
Помер від пухлини головного мозку 15 березня 2015.

## Вибрана фільмографія
- 1979 — Cine ma striga?
- 1980 — Возвращение воеводы Лэпушняну
- 1980 — Молчание глубин
- 1981 — Destinatia Mahmudia
- 1983 — Ринг
- 1983 — Imposibila iubire
- 1985 — Actiunea Zuzuc
- 1987 — Статисты
- 1989 — Великий вызов
- 1991 — Vinovatul
- 1993 — Trahir
- 1994 — Бездомные дети (Телевизионный фильм)
- 1997—2003 — Помутнение разума (сериал)
- 2003 — Хакер (мини-сериал)
- 2003 — Песнь дураков
- 2005 — «15»
- 2005 — О мёртвых только хорошо
- 2006 — Pacala se întoarce
- 2007 —Победа или поражение в воскресенье
- 2012 — Игра